# Ewa Kopacz
Ewa Bożena Kopaczⓘ z domu Lis (ur. 3 grudnia 1956 w Skaryszewie) – polska polityczka, pediatra i działaczka samorządowa. W latach 2011–2014 marszałek Sejmu VII kadencji, w latach 2014–2015 prezes Rady Ministrów.

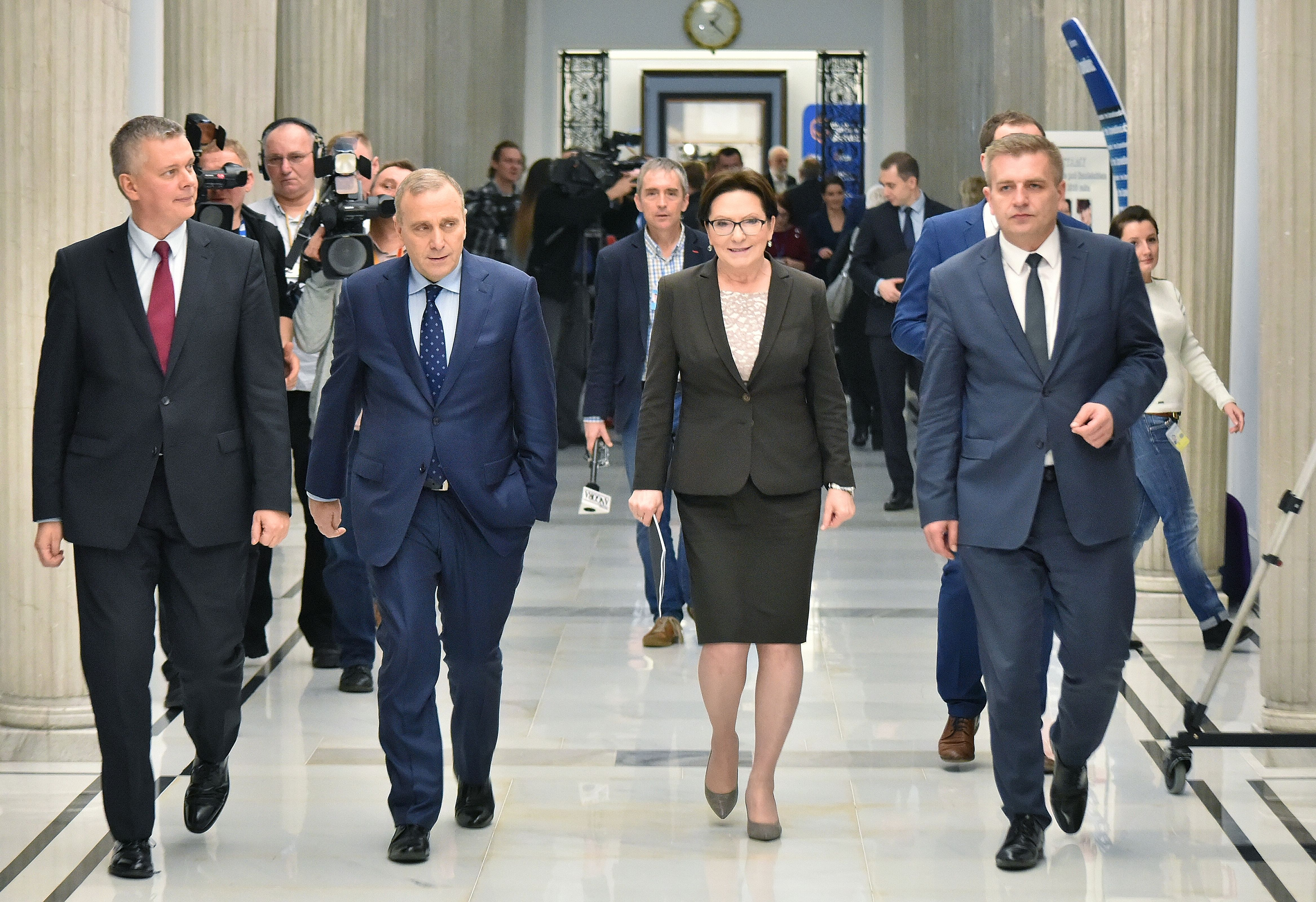
Z Tomaszem Siemoniakiem, Grzegorzem Schetyną i Bartoszem Arłukowiczem w Sejmie (2016)

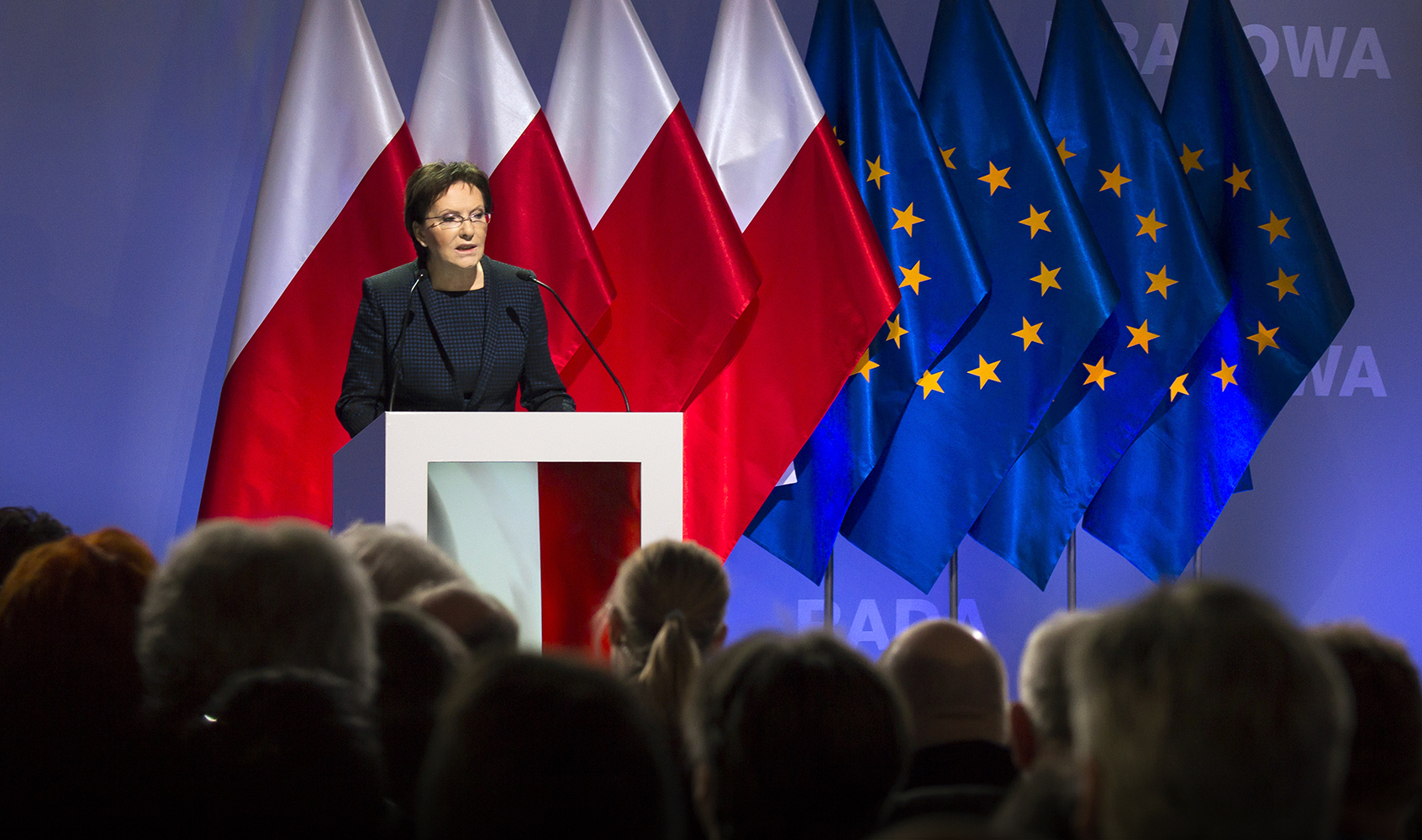
Ewa Kopacz podczas Rady Krajowej Platformy Obywatelskiej (2015)

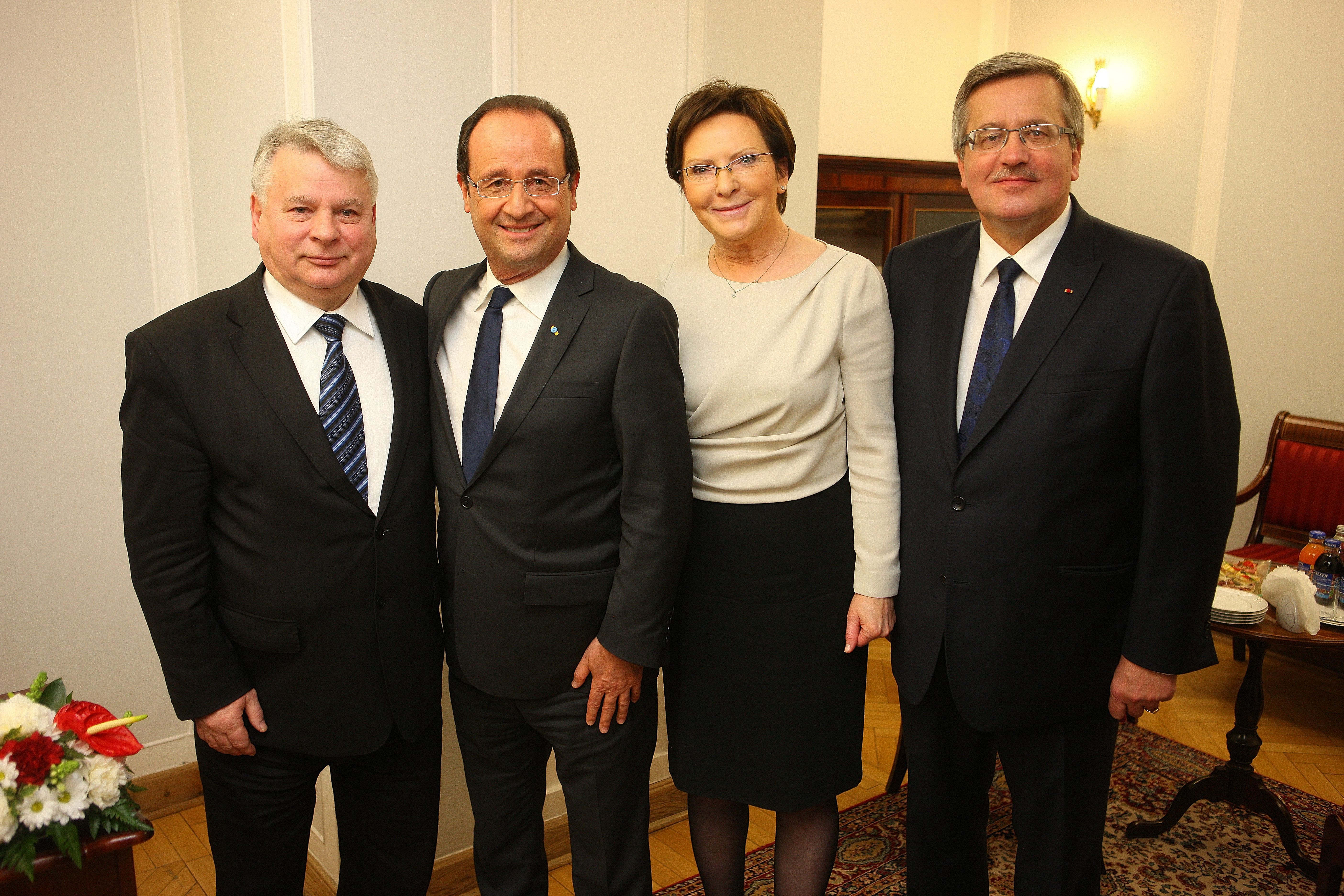
Wizyta prezydenta Francji w Polsce (2012). Od lewej: marszałek Senatu Bogdan Borusewicz, prezydent Francji François Hollande, marszałek Sejmu Ewa Kopacz i prezydent RP Bronisław Komorowski

Posłanka na Sejm IV, V, VI, VII i VIII kadencji (2001–2019), deputowana do Parlamentu Europejskiego IX i X kadencji (od 2019), w latach 2007–2011 minister zdrowia, w latach 2010–2014, 2016–2021 i od 2021 wiceprzewodnicząca Platformy Obywatelskiej (w latach 2013–2014 i 2016–2017 I wiceprzewodnicząca), w latach 2014–2016 pełniąca obowiązki przewodniczącego PO, od 2019 wiceprzewodnicząca Parlamentu Europejskiego IX i X kadencji.

## Życiorys

### Wykształcenie i praca zawodowa
Jest córką Mieczysława i Krystyny. Ojciec był zatrudniony jako mechanik, matka pracowała jako krawcowa. Wychowywała się w Radomiu, gdzie ukończyła II Liceum Ogólnokształcące im. Marii Konopnickiej. W 1981 ukończyła studia lekarskie na Wydziale Lekarskim Akademii Medycznej w Lublinie. Uzyskała specjalizację pierwszego stopnia w zakresie pediatrii i drugiego stopnia w zakresie medycyny rodzinnej. Pracowała w pogotowiu i przychodniach w Orońsku i Chlewiskach, a następnie w Szydłowcu, gdzie do 2001 kierowała miejscowym zakładem opieki zdrowotnej.

### Działalność polityczna do 2014
W latach 80. należała do Zjednoczonego Stronnictwa Ludowego, była prezesem koła ZSL działającego przy ośrodku zdrowia w Orońsku. W latach 90. dołączyła do Unii Wolności, przewodniczyła strukturom tej partii w województwie radomskim. W wyborach samorządowych w 1998 uzyskała mandat radnej sejmiku mazowieckiego I kadencji.
W 2001 odeszła z UW do nowo powstałej Platformy Obywatelskiej, w wyborach w tym samym roku z ramienia tego ugrupowania uzyskała mandat posłanki IV kadencji, reprezentując radomski okręg wyborczy. Po raz drugi została wybrana do Sejmu w 2005 na okres V kadencji, w której objęła stanowisko przewodniczącej Komisji Zdrowia. W tzw. gabinecie cieni PO (utworzonym 13 stycznia 2006) powołano ją na stanowisko rzeczniczki ds. zdrowia. Pełniła obowiązki przewodniczącej mazowieckich struktur PO.
W przedterminowych wyborach parlamentarnych w 2007 po raz trzeci została posłanką, otrzymując 39 155 głosów. 16 listopada 2007 została powołana na stanowisko minister zdrowia w rządzie Donalda Tuska. W 2009 sprzeciwiła się zakupowi przez polski rząd niesprawdzonych i kosztownych szczepionek przeciwko tzw. świńskiej grypie w okresie pandemii, którą ogłosiła Światowa Organizacja Zdrowia (co do której pojawiły się podejrzenia, że może być na nią wywierany wpływ ze strony koncernów farmaceutycznych). Decyzja ta była również krytykowana, m.in. przez byłego ministra Marka Balickiego, który stwierdził, że postawa rządu wzmocniła tzw. ruch antyszczepionkowy.
10 października 2010 wybrana na wiceprzewodniczącą PO. W wyborach w 2011 uzyskała mandat posłanki VII kadencji – otrzymała wówczas 41 554 głosy. 7 listopada 2011 została odwołana ze składu Rady Ministrów. Następnego dnia została wybrana na marszałka Sejmu. W głosowaniu wzięło udział 453 posłów, z czego 300 poparło ją, a 150 głosowało za kontrkandydaturą Marka Kuchcińskiego z Prawa i Sprawiedliwości. E. Kopacz stała się pierwszą kobietą w historii polskiego Sejmu na tym stanowisku. 14 grudnia 2013 została wybrana na pierwszą wiceprzewodniczącą PO, zastępując na tej funkcji Grzegorza Schetynę.

### Prezes Rady Ministrów
3 września 2014 zarząd krajowy PO rekomendował jej kandydaturę na urząd Prezesa Rady Ministrów w związku z zapowiedzianą rezygnacją Donalda Tuska, który został wybrany na nowego przewodniczącego Rady Europejskiej. 15 września została przez prezydenta Bronisława Komorowskiego desygnowana na to stanowisko.
19 września 2014 ogłosiła kandydatów na ministrów swojego gabinetu. 22 września 2014 zrezygnowała ze stanowiska marszałka Sejmu. Tego samego dnia prezydent powołał ją na urząd Prezesa Rady Ministrów, a także powołał członków nowej Rady Ministrów.
1 października 2014 Ewa Kopacz wygłosiła exposé. Tego samego dnia Sejm większością 259 głosów za przy 183 głosach przeciw i 7 wstrzymujących udzielił jej rządowi wotum zaufania. Poza posłami PO i Polskiego Stronnictwa Ludowego gabinet poparł opozycyjny klub Twojego Ruchu oraz grupa posłów niezrzeszonych.
8 listopada 2014 po rezygnacji złożonej przez Donalda Tuska została z mocy partyjnego statutu przewodniczącą Platformy Obywatelskiej. W 2015 była jednym z założycieli komitetu wyborczego Bronisława Komorowskiego w wyborach prezydenckich. W 2015 uplasowała się na 40. miejscu rankingu, 100 najbardziej wpływowych kobiet świata, opublikowanym przez magazyn „Forbes”.
W tym samym roku wystartowała w wyborach parlamentarnych jako lider listy wyborczej PO w okręgu warszawskim. Otrzymała 230 894 głosy, co było najwyższym indywidualnym wynikiem w kraju, i uzyskała mandat posłanki na Sejm VIII kadencji.
12 listopada 2015, na pierwszym posiedzeniu Sejmu VIII kadencji, Ewa Kopacz złożyła dymisję Rady Ministrów, która tego samego dnia została przyjęta przez prezydenta Andrzeja Dudę. Tego samego dnia bezskutecznie kandydowała na stanowisko przewodniczącego klubu parlamentarnego Platformy Obywatelskiej (przegrywając ze Sławomirem Neumannem), dzień później zadeklarowała rezygnację z ubiegania się o stanowisko przewodniczącego PO. Ewa Kopacz zakończyła urzędowanie na stanowisku premiera 16 listopada 2015, gdy powołany został rząd Beaty Szydło.

### Działalność od 2015
W Sejmie VIII kadencji została członkinią Komisji Zdrowia oraz Komisji do Spraw Unii Europejskiej. Nie ubiegała się o przywództwo w partii, które przejął Grzegorz Schetyna; powróciła na funkcję wiceprzewodniczącej ugrupowania, którą zajmowała do lipca 2021 (do 2017 była pierwszą wiceprzewodniczącą). Powróciła na to stanowisko w grudniu 2021. 17 listopada 2016 została wiceszefową utworzonego przez Platformę Obywatelską gabinetu cieni.
W wyborach w 2019 uzyskała mandat posła do Parlamentu Europejskiego z 1. miejsca na liście komitetu Koalicja Europejska jako reprezentantka PO w okręgu obejmującym województwo wielkopolskie. W czerwcu 2019 została wybrana na wiceprzewodniczącą frakcji chadeckiej w Europarlamencie (objęła tę funkcję formalnie na początku lipca i pełniła ją do września). W lipcu tego samego roku została wiceprzewodniczącą PE IX kadencji. Objęła także stanowisko koordynatora Parlamentu Europejskiego ds. praw dziecka.
Była inicjatorką powołania w 2022 Komitetu Inicjatywy Ustawodawczej „Tak dla In Vitro”, postulującego wprowadzenie ustawy przewidującej m.in. refundację in vitro przez państwo. W wyborach europejskich w 2024 z powodzeniem ubiegała się o reelekcję z ramienia Koalicji Obywatelskiej (z wynikiem 187 866 głosów). 16 lipca tego samego roku ponownie wybrana na wiceprzewodniczącą PE.

## Życie prywatne
Jej mężem był prokurator Marek Kopacz (1956–2013), z którym rozwiodła się w 2008. Ewa Kopacz ma córkę – Katarzynę, również lekarkę.

## Wyniki wyborcze
| Wybory | Komitet wyborczy   | Komitet wyborczy      | Organ                                       | Okręg            | Wynik            |
| ------ | ------------------ | --------------------- | ------------------------------------------- | ---------------- | ---------------- |
| 1998   |                    | Unia Wolności         | Sejmik Województwa Mazowieckiego I kadencji | nr 5             | 8011 (4,49%)     |
| 2001   |                    | Platforma Obywatelska | Sejm IV kadencji                            | nr 17            | 7378 (3,11%)     |
| 2005   | Sejm V kadencji    | Platforma Obywatelska | 14 982 (6,66%)                              | nr 17            |                  |
| 2007   | Sejm VI kadencji   | Platforma Obywatelska | 39 155 (13,74%)                             | nr 17            |                  |
| 2011   | Sejm VII kadencji  | Platforma Obywatelska | 41 554 (16,07%)                             | nr 17            |                  |
| 2015   | Sejm VIII kadencji | Platforma Obywatelska | nr 19                                       | 230 894 (21,08%) |                  |
| 2019   |                    | Koalicja Europejska   | Parlament Europejski IX kadencji            | nr 7             | 252 032 (21,01%) |
| 2024   |                    | Koalicja Obywatelska  | Parlament Europejski X kadencji             | nr 7             | 187 866 (18,28%) |

## Odznaczenia i wyróżnienia
- Krzyż Wielki Królewskiego Norweskiego Orderu Zasługi – Norwegia, 2012[55]
- Komandor Orderu Świętego Karola – Monako, 2012[56]
- Order Krzyża Ziemi Maryjnej I klasy – Estonia, 2014[57]
- Medal Pamiątkowy „Pro Masovia” – 2007[58]
- Medal „Zasłużony dla Miasta i Gminy Szydłowiec” – 2010[59]